# Erika Tham

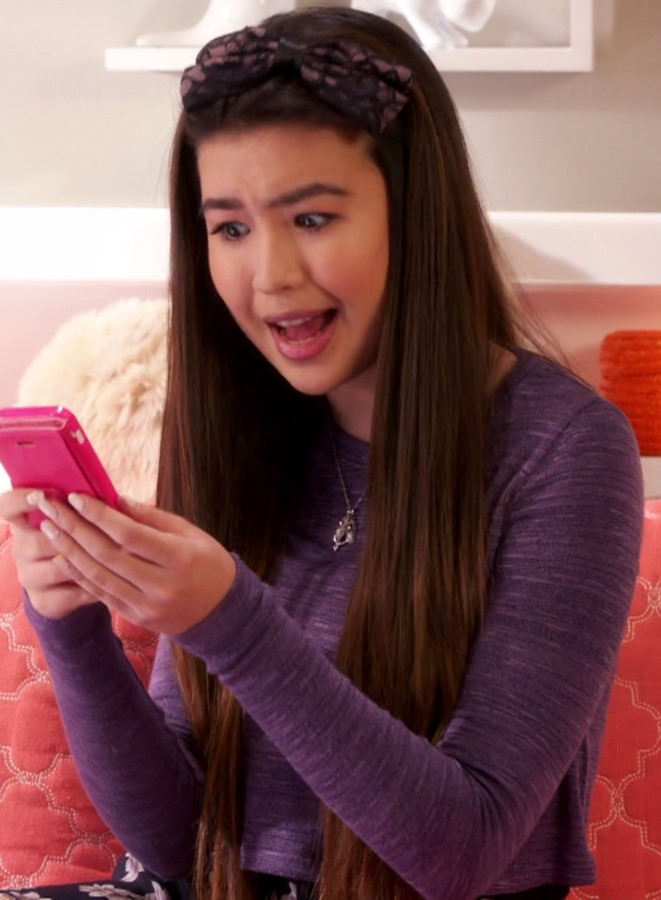
Erika Tham, 2019

Jacqueline Erika Tham (* 15. Dezember 1999 in Singapur) ist eine singapurisch-kanadische Schauspielerin.

## Leben
Tham hat väterlicherseits Vorfahren aus Indonesien, den Philippinen, China und Thailand, mütterlicherseits aus den Niederlanden, der Ukraine und Kanada. Sie wurde in Singapur geboren und wuchs in Indonesien, den Philippinen, Taiwan, China, Thailand und Kanada als Tochter von Cheng Tham auf.
Sie feierte ihr Filmdebüt 2015 im Nickelodeon-Film Nickelodeon’s Ho Ho Holiday Special. Größere nationale Bekanntheit erlangte sie in 42 Episoden der Fernsehserie Make It Pop in der Rolle der Corki. Im Kim-Possible-Film verkörperte sie die Rolle der Bonnie Rockwaller.

## Filmografie
- 2015: Nickelodeon’s Ho Ho Holiday Special (Fernsehfilm)
- 2015–2016: Make It Pop (Fernsehserie, 42 Episoden)
- 2016: Das Königreich der Anderen (The Other Kingdom) (Fernsehserie, Episode 1x13)
- 2016: The Stanford Letter (Kurzfilm)
- 2019: Kim Possible
- 2019: Star (Fernsehserie, 3 Episoden)
- 2020: Heirs (Kurzfilm)